# Psychotria sidamensis
Psychotria sidamensis là một loài thực vật có hoa trong họ Thiến thảo. Loài này được Cufod. miêu tả khoa học đầu tiên năm 1965.